# Arzano
Arzano là một đô thị của Ý. Đô thị này thuộc tỉnh Napoli trong vùng Campania. Arzano có diện tích km2, dân số theo ước tính năm 2010 của Viện thống kê quốc gia Ý là người. 
Các đơn vị dân cư:
Đô thị Arzano giáp với các đô thị: